# Pervenchères
Pervenchères – miejscowość i gmina we Francji, w regionie Normandia, w departamencie Orne.
Według danych na rok 1990 gminę zamieszkiwało 397 osób, a gęstość zaludnienia wynosiła 14 osób/km² (wśród 1815 gmin Dolnej Normandii Pervenchères plasuje się na 513. miejscu pod względem liczby ludności, natomiast pod względem powierzchni na miejscu 43.).